# Férfi 2000 méteres akadályfutás a 2015. évi nyári európai ifjúsági olimpiai fesztiválon
A 2015. évi nyári európai ifjúsági olimpiai fesztiválon az atlétikai versenyszámokat Tbilisziben rendezték. A férfi 2000 méteres akadályfutást július 27-én rendezték.

## Rekordok
A versenyt megelőzően a következő rekordok voltak érvényben:
| Ifjúsági világrekord | Meresa Kahsay (Etiópia)         | 5:19.99 |
| EYOF rekord          | Alvares Antonio (Spanyolország) | 5:42.00 |

## Döntő
| H     | Név                                   | Nemzet              | E       | Mj  |
| ----- | ------------------------------------- | ------------------- | ------- | --- |
| Arany | Stefan Schmid                         | Ausztria            | 6:10.03 |     |
| Ezüst | Matevž Cimermančič                    | Szlovénia           | 6:13.66 |     |
| Bronz | Timothee Mischler                     | Franciaország       | 6:15.19 |     |
| 4     | Eduardo Menacho Miralles              | Spanyolország       | 6:16.22 |     |
| 5     | Saba Khvichava                        | Grúzia              | 6:17.66 |     |
| 6     | Dominykas Matijošaitis                | Litvánia            | 6:21.88 |     |
| 7     | Mihai Cochior                         | Románia             | 6:25.70 |     |
| 8     | Marcelo Daniel Ferreira Monteiro Dias | Portugália          | 6:27.06 |     |
| 9     | Belmin Mrkanovic                      | Bosznia-Hercegovina | 6:27.18 |     |
| 10    | Niccolo Ghinassi                      | Olaszország         | 6:31.31 |     |
| 11    | David Foller                          | Csehország          | 6:33.61 |     |
| 12    | Dries Johan Peeters                   | Belgium             | 6:42.07 |     |
| -     | Arturs Niklavs Medveds                | Lettország          | -       | DNS |